# Paratettix cucullatus
Paratettix cucullatus är en insektsart som först beskrevs av Hermann Burmeister 1838.  Paratettix cucullatus ingår i släktet Paratettix och familjen torngräshoppor. Inga underarter finns listade i Catalogue of Life.

## Bildgalleri

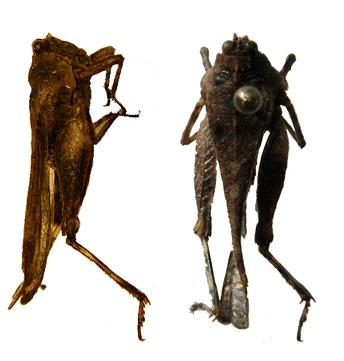